# 袁遺
袁 遺（えん い、生没年不詳）は、中国後漢末期の政治家・学者。字は伯業。豫州汝南郡汝陽県（現在の河南省周口市商水県）の人。

## 生涯
袁紹・袁術らの従兄とされる。河間の張超にその人徳と文学的才能を絶賛され、朱儁に推挙された（武帝紀の引く『張超集』）。
長安県令となり、後に山陽太守となった。190年、袁紹らが董卓を討つため挙兵した頃、張邈らと共に参加した。張邈・劉岱・橋瑁・鮑信・曹操と共に酸棗の地に駐屯したが、酒宴をするのみで積極的に董卓と戦おうとしなかったため、曹操に叱責された。やがて兵糧が尽きて軍を解散させている（『後漢書』）。
後に袁紹によって揚州刺史に任命された。しかし、揚州の支配を巡って袁術と対立し戦って敗走、逃亡先で部下の裏切りに遭って殺された（武帝紀と袁術伝の引く『英雄記』）。
曹丕の『典論』によれば、曹操はその人間性を高く評価し「長大にして能く勤めて學ぶ者は、惟だ吾と袁伯業のみ」（大人になっても、よく勤めて学んでいる者は、ただ私（曹操）と袁伯業（袁遺）だけだ。）と讃えていたという。
母は何夔の従姑であったという（「何夔伝」）。